# 556 v. Chr.
Portal Geschichte | Portal Biografien | Aktuelle Ereignisse | Jahreskalender | Tagesartikel

◄ |
7. Jahrhundert v. Chr. |
6. Jahrhundert v. Chr. |
5. Jahrhundert v. Chr. |
►

◄ | 570er v. Chr. | 560er v. Chr. | 550er v. Chr. | 540er v. Chr. |
530er v. Chr. |
►

◄◄ | ◄ | 559 v. Chr. | 558 v. Chr. | 557 v. Chr. | 556 v. Chr. |
555 v. Chr. |
554 v. Chr. |
553 v. Chr. |
► |
►►

## Ereignisse

### Politik und Weltgeschehen
- Nach dem Tod des lydischen Königs Alyattes II. aus der Mermnaden-Dynastie gelangt als Nachfolger sein Sohn Krösus auf den Thron.
- Nach dem Tod des babylonischen Königs Nergal-šarra-uṣur folgt im April sein Sohn Lābāši-Marduk auf den Thron. Seine erste Urkunde ist für den 27. April belegt. Er wird jedoch bereits nach einigen Monaten wahrscheinlich von der Priesterschaft umgebracht. Seine letzte Verlautbarung datiert auf den 14. Juni.
- Als neuer König folgt Nabonid (Akzessionsjahr 556/555 v. Chr.), dessen erste offizielle Verlautbarung als Thronfolger für den 19. Mai belegt ist.

### Wissenschaft und Technik
- In seinem dritten Regierungsjahr (557 bis 556 v. Chr.) lässt Nergal-šarra-uṣur den Schaltmonat Addaru II ausrufen, der am 6. März[1] beginnt.
- Im babylonischen Kalender fällt das babylonische Neujahr des 1. Nisannu auf den 5.–6. April[1], der Vollmond im Nisannu auf den 17.–18. April[1] und der 1. Tašritu auf den 27.–28. September[1].[2]

## Geboren
- 557/556 v. Chr.: Simonides von Keos, griechischer Lyriker († 468/467 v. Chr.)

## Gestorben
- vor dem 27. April: Nergal-šarra-uṣur, babylonischer König
- nach dem 14. Juni: Lābāši-Marduk, babylonischer König
- Alyattes II., König von Lydien